# Villar-d’Arêne
Villar-d’Arêne (w ortografii lokalnej również Villar-d'Arène) – miejscowość i gmina we Francji, w regionie Prowansja-Alpy-Lazurowe Wybrzeże, w departamencie Alpy Wysokie.
Według danych na rok 1990 gminę zamieszkiwało 178 osób, a gęstość zaludnienia wynosiła 2 osoby/km² (wśród 963 gmin regionu Prowansja-Alpy-W. Lazurowe Villar-d’Arêne plasuje się na 630. miejscu pod względem liczby ludności, natomiast pod względem powierzchni na miejscu 50.).